# Nyanzapithecinae
Los nianzapitecinos (Nyanzapithecinae) son una subfamilia de primates proconsúlidos extintos. Se han descrito cuatro géneros a partir de fósiles: Nyanzapithecus, Mabokopithecus, Rangwapithecus y Turkanapithecus.